# Markus Winkelhock

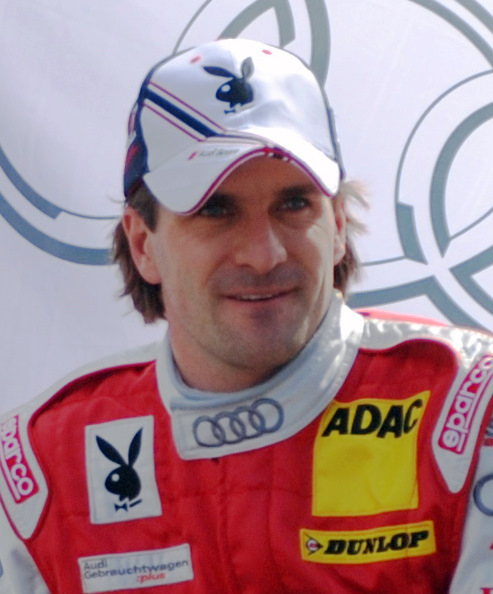
Markus Winkelhock al Circuit de Hockenheim l'any 2008.

Markus Winkelhock (nascut el 13 de juny de 1980 a Stuttgart) és un pilot alemany de Fórmula 1 fill de l'expilot Manfred Winkelhock i nebot de Joachim Winkelhock.
L'any 2000, Winkelhock va participar en la Fórmula 3 alemanya.
Al llarg del 2004, va participar en la DTM amb un AMG-Mercedes CLK.
A la temporada següent, 2005, va participar en la Fórmula Renault.
A principis de la temporada 2006, va ser confirmat com pilot de proves de l'equip de Fórmula 1 Midland.
A la temporada 2007 de Fórmula 1 és pilot de proves amb Spyker. A més a més, Spyker l'ha triat per substituir a Christijan Albers, despatxat per falta de pagament dels seus patrocinadors, pel Gran Premi d'Europa, a l'espera d'un substitut definitiu.
En aquest Gran Premi, el pilot alemany va arribar a liderar la carrera al llarg de 6 voltes, en haver estat l'únic pilot amb els neumàtics de pluja extrema ja posats i no havent de parar per canviar-los. Per poc temps, perquè en reprendre's la cursa després d'una bandera vermella va ser avançat per la majoria de pilots i a més no va acabar la cursa.
Després d'aquesta prova va ser substituït com pilot titular pel japonès Sakon Yamamoto.
Com a anècdota, s'ha de dir que és un dels pilots amb millor relació voltes disputades / voltes liderades és més alta, ja que de les 12 votes que va disputar al GP d'Europa en va liderar 6.

## Resultats complets a la F1
| Any  | Equip  | 1       | 2       | 3       | 4       | 5       | 6       | 7       | 8       | 9       | 10      | 11      | 12      | 13      | 14      | 15      | 16      | 17      | Equip  | Posició final | Punts |
| ---- | ------ | ------- | ------- | ------- | ------- | ------- | ------- | ------- | ------- | ------- | ------- | ------- | ------- | ------- | ------- | ------- | ------- | ------- | ------ | ------------- | ----- |
| 2007 | Spyker | AUS DNP | MAL DNP | BAH DNP | ESP DNP | MON DNP | CAN DNP | USA DNP | FRA DNP | GBR DNP | EUR Ret | HON DNP | TUR DNP | ITA DNP | BEL DNP | JPN DNP | XIN DNP | BRA DNP | Spyker | -             | 0     |